# Gueldenstaedtia monophylla
Gueldenstaedtia monophylla är en ärtväxtart som beskrevs av Fisch.. Gueldenstaedtia monophylla ingår i släktet Gueldenstaedtia och familjen ärtväxter. Inga underarter finns listade i Catalogue of Life.